# CD Ourense
Der Club Deportivo Ourense war ein spanischer Fußballverein aus der galicischen Stadt Ourense. Der 1952 gegründete Klub spielte 13 Spielzeiten in der zweitklassigen Segunda División.

## Geschichte
Am 10. September 1952 wurde der Club Deportivo Ourense gegründet. Hervorgegangen ist der Verein als Nachfolger der Unión Deportiva Orensana, die aufgrund von finanziellen Schwierigkeiten aufgelöst werden musste. In der Saison 1959/60 spielte Ourense das erste Mal in der zweithöchsten spanischen Liga, der Segunda División. Dort erreichte der Verein den dritten Platz. Diesen Erfolg konnte der Verein in der übernächsten Saison wiederholen.
In der Saison 1967/68 erreichte CD Ourense einen neuen internen Vereinsrekord mit 30 Siegen aus 30 Spielen in der Tercera División und einem Torverhältnis von 98:7 Toren. Der beste Torschütze der Mannschaft wurde Carballeda mit 38 Toren. 1974/75 schied CD Ourense erst im Achtelfinale des spanischen Pokals gegen Real Madrid aus. Nach einem überraschenden 0:0 zu Hause verlor Ourense das Rückspiel auswärts mit 1:3.
1980 stieg der Verein aus der Segunda División B ab und spielte danach fünf Jahre in der Tercera División. Nach dem Wiederaufstieg verbrachte man neun Jahre in der dritten Spielklasse, bis 1994 der erneute Aufstieg in die Segunda División gelang. Nachdem der Klassenerhalt im ersten Anlauf verpasst wurde, hielt sich Ourense nach dem direkten Wiederaufstieg für drei Jahre in der Liga. In der Copa del Rey 1999/2000 gelangte der Verein, nachdem er zuvor den FC Getafe aus der Segunda División und RCD Mallorca aus der Primera División ausgeschaltet hatte, bis ins Achtelfinale. Dort kam gegen den FC Barcelona das Aus. Nach einem 1:2 zu Hause erreichten die Galicier ein historisches 0:0 im Camp Nou.
In der Saison 2007/08 folgte der Abstieg in die Tercera División, Spaniens vierte Liga. Dies war das erste Mal seit 1985, dass Ourense wieder so weit unten spielte, nachdem sie in den 23 Jahren zuvor ausschließlich in der Segunda División und Segunda División B gespielt hatten. 2012 gelang nach dem Meistertitel in der Tercera División der Wiederaufstieg. Im Sommer 2014 wurde der Verein aufgelöst. Als Nachfolgeverein entstand der Verein Unión Deportiva Ourensana.

## Stadion
Ourense spielte im Stadion O Couto, welches eine Kapazität von 5.625 Zuschauern hat und dessen Spielfeld 105 × 70 Meter misst.

## Platzierungen von 1977 bis 2008
- 1977/1978 – Segunda División B – 4. Platz
- 1978/1979 – Segunda División B – 8. Platz
- 1979/1980 – Segunda División B – 19. Platz (Abstieg)
- 1980–1985 – Tercera División
- 1985/1986 – Segunda División B – 4. Platz (Play-Offs)
- 1986/1987 – Segunda División B – 11. Platz
- 1987/1988 – Segunda División B – 3. Platz (Play-Offs)
- 1988/1989 – Segunda División B – 3. Platz (Play-Offs)
- 1989/1990 – Segunda División B – 13. Platz
- 1990/1991 – Segunda División B – 8. Platz
- 1991/1992 – Segunda División B – 6. Platz
- 1992/1993 – Segunda División B – 5. Platz
- 1993/1994 – Segunda División B – 3. Platz (Aufstieg)
- 1994/1995 – Segunda División – 20. Platz (Abstieg)
- 1995/1996 – Segunda División B – 3. Platz (Aufstieg)
- 1996/1997 – Segunda División – 16. Platz
- 1997/1998 – Segunda División – 16. Platz
- 1998/1999 – Segunda División – 22. Platz (Abstieg)
- 1999/2000 – Segunda División B – 2. Platz (Play-Offs)
- 2000/2001 – Segunda División B – 2. Platz (Play-Offs)
- 2001/2002 – Segunda División B – 11. Platz
- 2002/2003 – Segunda División B – 9. Platz
- 2003/2004 – Segunda División B – 4. Platz (Play-Offs)
- 2004/2005 – Segunda División B – 9. Platz
- 2005/2006 – Segunda División B – 14. Platz
- 2006/2007 – Segunda División B – 15. Platz
- 2007/2008 – Segunda División B – 17. Platz (Abstieg)

## Erfolge
- Meister der Tercera División (8): 1956, 1957, 1959, 1967, 1968, 1969, 1973, 2012

## Bekannte ehemalige Spieler
- Elía (* 1979), Torwart von CA Osasuna
- Miguel Ángel González (1947–2024), Torwart von Real Madrid und spanischer Nationaltorwart
- Ivica Mornar (* 1974), kroatischer Stürmer
- José María Movilla (* 1975), u. a. Real Saragossa und Atlético Madrid
- Gaizka Garitano (* 1975), langjähriger Spieler von SD Eibar und Real Sociedad San Sebastián